# Grèce aux Jeux olympiques d'hiver de 2022
La Grèce participe aux Jeux olympiques d'hiver de 2022 à Pékin en Chine. Il s'agit de sa 20e participation à des Jeux d'hiver.

## Athlètes engagés
| Sport       | Hommes | Femmes | Total |
| ----------- | ------ | ------ | ----- |
| Ski alpin   | 1      | 1      | 2     |
| Ski de fond | 1      | 2      | 3     |
| Total       | 2      | 3      | 5     |

## Résultats

### Ski alpin
| Athlète          | Épreuve      | 1re manche | 1re manche | 2e manche | 2e manche | Total         | Total   |
| Athlète          | Épreuve      | Temps      | Rang       | Temps     | Rang      | Temps         | Rang    |
| ---------------- | ------------ | ---------- | ---------- | --------- | --------- | ------------- | ------- |
| Ioannis Antoniou | Slalom       | 59 s 48    | 36e        | 54 s 81   | 28e       | 1 min 54 s 29 | 29e     |
| Ioannis Antoniou | Slalom géant | Abandon    | Abandon    | Éliminé   | Éliminé   | Éliminé       | Éliminé |

| Athlète         | Épreuve      | 1re manche | 1re manche | 2e manche | 2e manche | Finale   | Finale   |
| Athlète         | Épreuve      | Temps      | Rang       | Temps     | Rang      | Temps    | Rang     |
| --------------- | ------------ | ---------- | ---------- | --------- | --------- | -------- | -------- |
| Maria Tsiovolou | Slalom       | Abandon    | Abandon    | Éliminée  | Éliminée  | Éliminée | Éliminée |
| Maria Tsiovolou | Slalom géant | Abandon    | Abandon    | Éliminée  | Éliminée  | Éliminée | Éliminée |

### Ski de fond
| Athlète           | Épreuve                               | Temps             | Rang |
| ----------------- | ------------------------------------- | ----------------- | ---- |
| Apóstolos Angelís | 50 km libre hommes 30 km libre hommes | 1 h 34 min 4 s 2  | 59e  |
| Nefeli Tita       | 10 km classique femmes                | 42 min 12 s 1     | 98e  |
| María Dánou       | 10 km classique femmes                | 37 min 39 s 4     | 88e  |
| María Dánou       | 30 km libre femmes                    | A concédé un tour | 61e  |

| Athlète                  | Épreuve            | Qualification | Qualification | Quart de finale | Quart de finale | Demi-finale         | Demi-finale | Finale    | Finale   |
| Athlète                  | Épreuve            | Temps         | Rang          | Temps           | Rang            | Temps               | Rang        | Temps     | Rang     |
| ------------------------ | ------------------ | ------------- | ------------- | --------------- | --------------- | ------------------- | ----------- | --------- | -------- |
| Apóstolos Angelís        | Individuel hommes  | 3 min 20 s 87 | 83e           | Éliminé         | Éliminé         | Éliminé             | Éliminé     | Éliminé   | Éliminé  |
| María Dánou              | Individuel femmes  | 4 min 4 s 66  | 89e           | Éliminée        | Éliminée        | Éliminée            | Éliminée    | Éliminée  | Éliminée |
| Nefeli Tita              | Individuel femmes  | 4 min 14 s 48 | 87e           | Éliminée        | Éliminée        | Éliminée            | Éliminée    | Éliminée  | Éliminée |
| Maria Ntanou Nefeli Tita | Par équipes femmes | Non disputé   | Non disputé   | Non disputé     | Non disputé     | Ont concédé un tour | 13e         | Éliminées | 23e      |